# Муранен, Пирьё
Пирьё Муранен (фин. Pirjo Muranen, урождённая Маннинен, род. 8 марта 1981 года в Рованиеми, Финляндия) — известная финская лыжница, призёрка олимпийских игр, 3-кратная чемпионка мира, многократная победительница этапов Кубка Мира. Является специалистом спринтерских дисциплин. Сестра знаменитого финского двоеборца Ханну Маннинена. 
В кубке мира Пирьё Муранен дебютировала в 1998 году, в феврале 2000 года одержала свою первую победу на этапе Кубка Мира в спринте. Всего имеет 5 побед на этапах Кубка Мира в спринте, и две победы в командном спринте.
На Олимпиаде-2010 в Ванкувере, завоевала бронзу в эстафете, в индивидуальных гонках показал следующие результаты: спринт - 21 место, дуатлон 7,5+7,5 км - 30 место.
На чемпионатах мира, за свою карьеру завоевала три золотые, одну серебряную и две бронзовых медали. Всего принимала участие в шести чемпионатах мира.
Использовала лыжи и ботинки производства фирмы Fischer.